# Araguaia (Marianne Peretti)

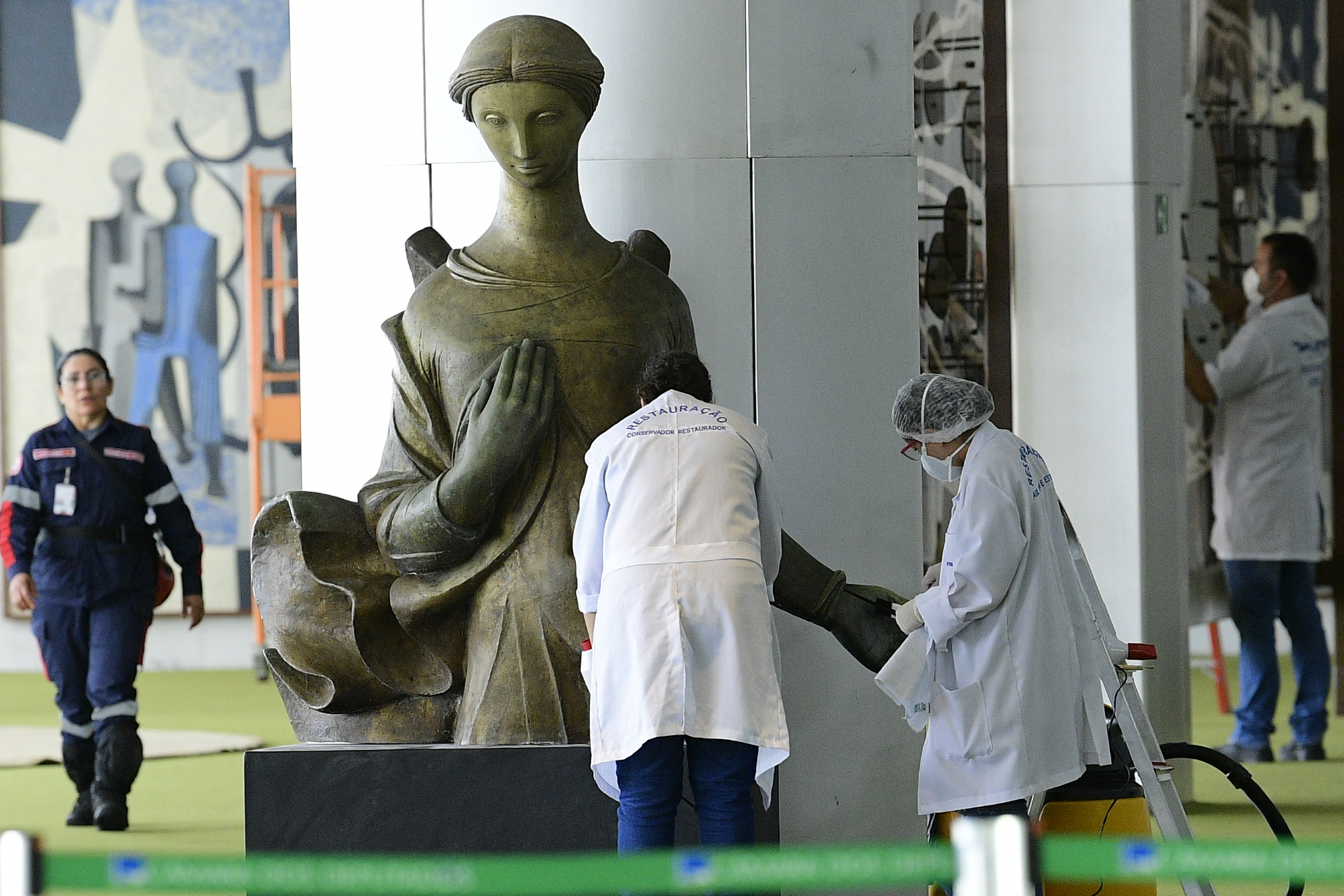
Na foto, uma equipe de conservação e restauração atua na reparação de obras de arte e esculturas danificadas na invasão das sedes do governo, em 2023. Em destaque, a escultura Anjo, de Alfredo Ceschiatti; ao fundo, Araguaia, de Marianne Peretti.

Araguaia é um vitral em vidro temperado realizado por Marianne Peretti em 1977, localizado no Salão Verde do Congresso Nacional. Considerada uma "maquete tátil", a obra conta com 245 por 1310 centímetros e é composta de figuras geométricas, localizadas de tal modo que pareçam estar em movimento, como o fluxo de um rio. A obra faz parte de um conjunto de painéis icônicos selecionados por Oscar Niemeyer para a decoração de Brasília.
A obra foi danificada no contexto da invasão da sede do Poder Legislativo por criminosos bolsonaristas, em 8 de janeiro de 2023.